# 원 나잇 스탠드 (2010년 영화)
"원 나잇 스탠드"는 2010년에 개봉한 대한민국의 영화이다.

## 캐스팅
Episode 1 - 첫 번째 밤
- 이주승 : 청년 역
- 장리우 : 선글라스 녀 역
- 민세연 : 여대생 역
- 구재연 : 청년모 역
- 임가영 : 여고생 역
- 이영훈 : 남대생 역 (특별출연)
- 정승길 : 양복 남 역 (특별출연)

Episode 2 - 두 번째 밤
- 정만식 : 남편 역
- 최희진 : 아내 역
- 백정림 : 후배 애인 역
- 박주형 : 후배 역
- 유하복 : 아내 직장상사 역
- 김해진 : 아내 직장동료 역
- 임나무 : 불란서 여자 역
- 류아벨 : 카페여자 역
- 이상현 : 카페남자 역

Episode 3 - 세 번째 밤
- 이수현 : 진영 역
- 달시 파켓 : 로메르 역
- 이지연 : 소희 역
- 오동주 : 수행원 역
- 주예린 : 영화제 스탭 역
- 황덕호 : 목욕탕 주인 역
- 김진년 : 목욕탕 손님 / 운전사 역
- 박교선 : 목욕탕 손님 역
- 박성민 : 목욕탕 손님 역
- 양은실 : 간호사 역
- 이경석 : 누군가 역
- 김윤창 : 영화기자 역
- 이정아 : 영화제 자봉녀 역
- 러셀 에드워드 : 로메르의 게이 친구 역
- 권해효 : 내레이션 역